# Olpiolum confundens
Olpiolum confundens es una especie de arácnido del orden Pseudoscorpionida de la familia Olpiidae.

## Distribución geográfica
Se encuentra en Puerto Rico.